# 加拿大人
加拿大人（英語：Canadians）是指把自我认同跟加拿大联系在一起的人。这种联系可能是在居住地上、法律上、历史上、或者文化上。对大多数加拿大人来说，几种或全部这样的联系同时存在，并集合地成为他们自我认同为加拿大人的来源。
由于加拿大是一个移民国家，所以加拿大人在种族、宗教及文化方面呈现相当多元化。世居在加拿大境内的加拿大人为加拿大原住民，约占加拿大人总数的3.8%。其他加拿大人为移民，主要来自不列颠群岛和欧洲大陆。自加拿大与欧洲接触起的四百年间，带来了一拨又一拨的移民潮，每一次移民潮的主体民族各不相同，最终这些民族与原住民一起形成了如今的加拿大人。

## 加拿大公民
加拿大公民为出生在加拿大，或者出生在加拿大之外且父母至少一方为加拿大公民，或者出生在加拿大之外被加拿大人收养，或者主动申请归化的加拿大永久居民。在批准加拿大公民法案之后，加拿大于1946年通过了加拿大国籍法，并于1947年1月1日生效。

## 人口统计
根据加拿大统计局2019年人口普查数据，加拿大共有35,151,728人，相比2011年的33,476,688人，增长了5.0%。该统计数据包括加拿大公民和加拿大永久居民。加拿大的三大城市多伦多，蒙特利尔和温哥华的人口占全国的三分之一。
加拿大统计局对种族统计采取自愿申报的原则。根据2006年人口统计，加拿大最大的种族为加拿大人，占全国人口32%，其次为英裔加拿大人（21%）、法裔加拿大人（15.8%）、苏格兰裔加拿大人（15.1%）、爱尔兰裔加拿大人（13.9%）、德裔加拿大人（10.2%）、意大利裔加拿大人（4.6%）、华裔加拿大人（4.3%）、第一民族（4.0%）、乌克兰裔加拿大人（3.9%）和荷兰裔加拿大人（3.3%）。原住民在加拿大被称为第一民族，大约有600个被认可的族群。

## 註解
1. ↑  天主教 39% (包括 羅馬天主教 38.8%,其他天主教2%)，新教 20.3% (包括 加拿大聯合教會 6.1%，安甘立宗 5%，浸禮宗 1.9%，路德宗 1.5%，五旬節運動 1.5%，長老宗 1.4%，其他新教 2.9%), 正教會 1.6%，其他基督教派 6.3%[7]